# Apple M3
Apple M3 series là một hệ thống trên một vi mạch (SoC) dựa trên ARM được Apple Inc. thiết kế làm bộ xử lý trung tâm (CPU) và bộ xử lý đồ họa (GPU) cho máy tính để bàn và máy tính xách tay Mac của hãng. Đây là thế hệ thứ ba sử dụng cấu trúc ARM dành cho máy tính Mac của Apple sau khi chuyển từ Intel Core sang Apple silicon và là dòng chip kế nhiệm Apple M2. Apple đã công bố M3 vào ngày 30 tháng 10 năm 2023, tại sự kiện trực tuyến Nhanh dựng tóc gáy (Scary Fast) theo chủ đề Halloween, cùng với các mẫu iMac và MacBook Pro sử dụng M3.

## Thiết kế
Dòng M3 là thiết kế 3 nm đầu tiên của Apple dành cho máy tính để bàn và máy tính xách tay. Nó được sản xuất bởi TSMC.

### CPU
- M3: CPU 8 nhân với 4 lõi hiệu năng và 4 lõi hiệu suất
- M3 Pro: CPU 11 hoặc 12 lõi với 5 hoặc 6 lõi hiệu năng và 6 lõi hiệu suất
- M3 Max: CPU 14 hoặc 16 lõi với 10 hoặc 12 lõi hiệu năng và 4 lõi hiệu suất

### GPU
GPU được thiết kế lại bao gồm các tính năng như Bộ nhớ đệm động, dò tia tốc độ cao bằng phần cứng và Đổ bóng dạng lưới.
Công nghệ Bộ nhớ đệm động phân bổ bộ nhớ cục bộ theo thời gian thực. Không giống như các phương pháp thông thường, Bộ nhớ đệm động đảm bảo rằng chỉ sử dụng lượng bộ nhớ chính xác cần thiết cho một tác vụ, từ đó tối ưu hóa việc sử dụng bộ nhớ và có khả năng nâng cao hiệu năng cũng như hiệu suất. Điều này đặc biệt có lợi cho các tác vụ đòi hỏi nhiều đến đồ họa, trong đó việc phân bổ bộ nhớ động có thể rất quan trọng.

### Bộ nhớ
Kiến trúc bộ nhớ hợp nhất của M3 có RAM lên tới 24 GB, M3 Pro lên tới 36 GB và M3 Max lên tới 128 GB. Giống như thế hệ M2, SoC M3 sử dụng SDRAM LPDDR5 6.400 MT/s.  Giống như các SoC dòng M trước đây, nó đóng vai trò vừa là RAM vừa là RAM video.
M3 Pro và M3 Max 14 nhân có băng thông bộ nhớ thấp hơn lần lượt là M1/M2 Pro và M1/M2 Max. M3 Pro có bus bộ nhớ 192 bit trong đó M1 và M2 Pro có bus 256 bit, dẫn đến băng thông chỉ 150 GB/giây so với 200 GB/giây của các dòng tiền nhiệm. M3 Max 14 nhân có băng thông 300 GB/giây so với 400 GB/giây cho tất cả các mẫu M1 và M2 Max, trong khi đó M3 Max 16 nhân có cùng mức băng thông 400 GB/giây như các mẫu M1 và M2 Max trước đó.

### Các tính năng khác

#### Video
Chip M3 series hỗ trợ giải mã AV1.

#### AI
Apple đặc biệt nhắm đến mục tiêu khối lượng công việc và phát triển của AI, cả với Neural Engine và với bộ nhớ tối đa tăng lên (128 GB) của M3 Max, cho phép các mô hình AI có số lượng tham số cao.

## Sản phẩm sử dụng dòng Apple M3

### M3
- MacBook Pro (14-inch, 2023)
- iMac (24-inch, M3, 2023)

### M3 Pro
- MacBook Pro (14-inch and 16-inch, 2023)

### M3 Max
- MacBook Pro (14-inch and 16-inch, 2023)

## Các biến thể
Bảng dưới đây hiển thị các biến thể SoC khác nhau.
| Biến thể | Nhân CPU (P+E)* | Nhân GPU | GPU EU | Graphics ALU | Nhân Neural Engine | Bộ nhớ (GB)     | Băng thông bộ nhớ (GB/s) | Số lượng bóng bán dẫn |
| -------- | --------------- | -------- | ------ | ------------ | ------------------ | --------------- | ------------------------ | --------------------- |
| M3       | 8 (4+4)         | 8        | 128    | 1024         | 16                 | 8, 16 hoặc 24   | 102.4                    | 25 tỉ                 |
| M3       | 8 (4+4)         | 10       | 160    | 1280         | 16                 | 8, 16 hoặc 24   | 102.4                    | 25 tỉ                 |
| M3 Pro   | 11 (5+6)        | 14       | 224    | 2048         | 16                 | 18 hoặc 36      | 153.6                    | 37 tỉ                 |
| M3 Pro   | 12 (6+6)        | 18       | 288    | 2304         | 16                 | 18 hoặc 36      | 153.6                    | 37 tỉ                 |
| M3 Max   | 14 (10+4)       | 30       | 480    | 3840         | 16                 | 36 hoặc 96      | 307.2                    | 92 tỉ                 |
| M3 Max   | 16 (12+4)       | 40       | 640    | 5120         | 16                 | 48, 64 hoặc 128 | 409.6                    | 92 tỉ                 |

* (Hiệu năng + Hiệu suất nguồn điện)